# Erdpufferspeicher
Erdpufferspeicher oder Erdtank nennt man thermische Speicher, die platzsparend im Erdreich vergraben werden.

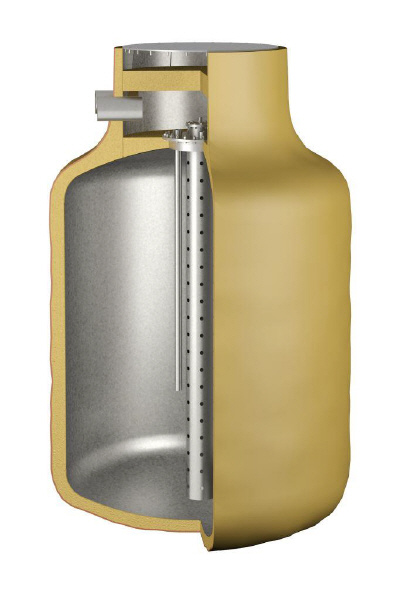

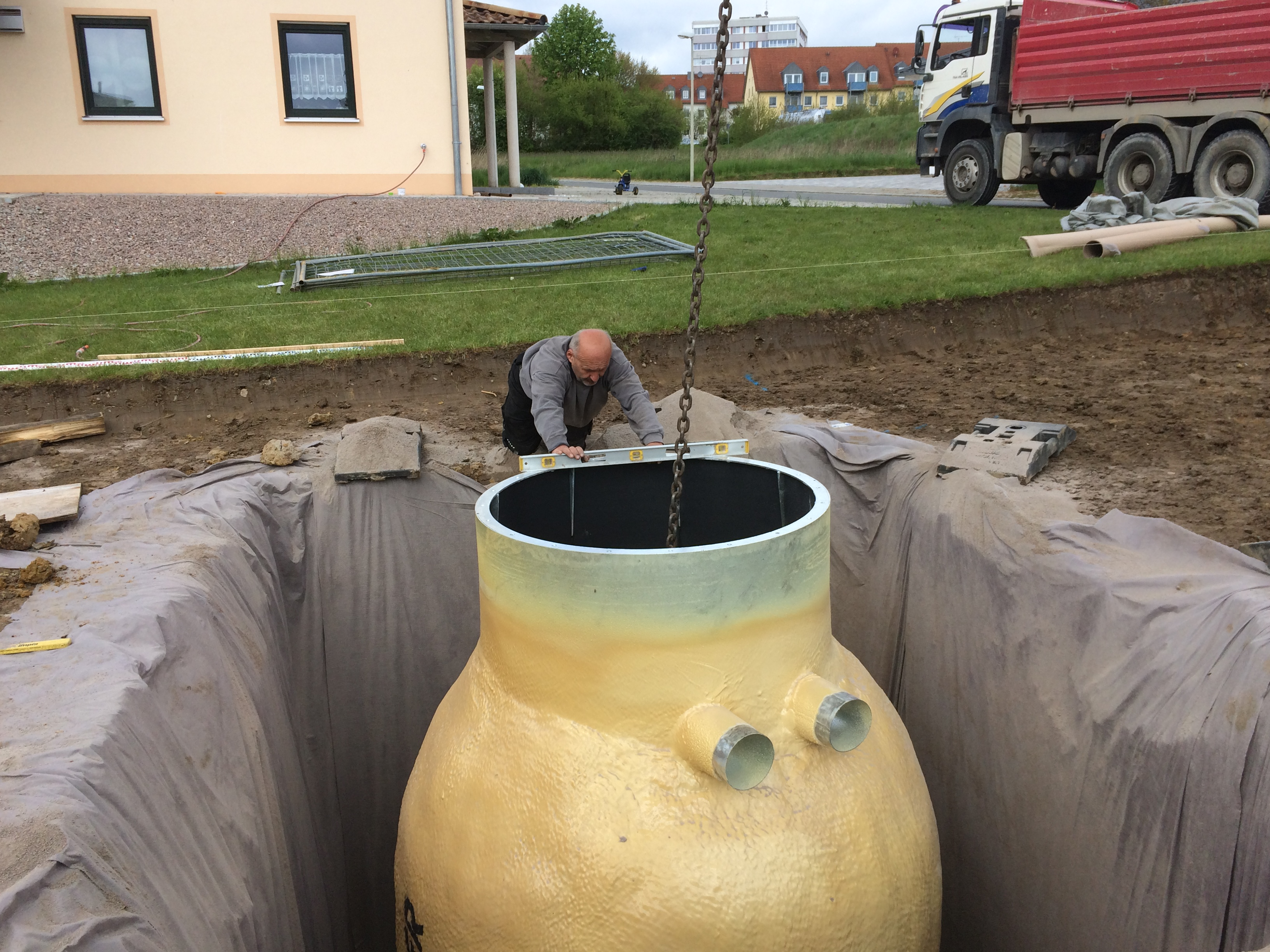

Wie bei einem herkömmlichen oberirdischen Puffer versteht man in einer Heizungsanlage unter einem Erdpuffer einen Wärmespeicher, der mit Flüssigkeit (Wasser, Glykol, o. Ä.) befüllt ist. Er dient dazu, Differenzen zwischen der erzeugten und der verbrauchten Wärmeleistung auszugleichen. Auf diese Weise können die Systemkomponenten zur Wärmeerzeugung weitgehend unabhängig vom Verbrauch betrieben werden. Hierdurch ergibt sich für viele Wärmeerzeuger ein besseres Betriebsverhalten und ein besserer Wirkungsgrad.
Erdpufferspeicher verbrauchen keinen wertvollen Platz in der Wohn-, Gewerbe- oder Industriefläche und lösen damit ein wichtiges Problem, da hier meist der Platz für Heiztechnik begrenzt ist oder anderweitig genutzt werden sollte. Eine Langzeitspeicherung (Saisonspeicher) von Wärme, z. B. in der Solarthermie (Feststoffbrennkessel), ist damit kein Problem mehr. Der Speicher wird zur wichtigen Schnittstelle zwischen den Wärmeerzeugern.
An herkömmlichen Wärmepuffern ist es der kontinuierliche Wärmeverlust, der sich durch die Temperaturdifferenz zwischen Speicherinhalt und Umgebung ergibt. Dieser lässt sich durch eine gute Wärmedämmung und Vermeidung von Wärmebrücken verringern. Als Faustregel für Zentralheizungen gilt, dass maximal 60–70 Liter Pufferspeichervolumen pro installiertem Kilowatt (kW) Heizleistung vorgesehen werden sollten.
Der Erdpufferspeicher ist mit einer sehr effizienten Dämmung versehen, die gleichzeitig wasserdicht ist. Der Speicher kann unter der Bodenplatte (Fabrik-, Gewerbe- oder Wohnräumen), neben dem Gebäude oder auch in Einfahrten (auf Wunsch mit befahrbarem Domdeckel) eingebracht werden.
Es gibt drucklose Erdpufferspeicher, die eine externe Frischwasserzufuhr brauchen und meist aus Kunststoff oder Fiberglas bestehen. Ebenfalls bekannt sind Erdspeicher mit Betonringen. 2007 wurde eine druckfeste Variante entwickelt.